# Schnaken
Die Schnaken (Tipulidae) sind eine Familie in der Ordnung der Zweiflügler (Diptera). Innerhalb dieser werden sie normalerweise den Mücken (Nematocera) zugeordnet, obwohl ihre exakte Position im System bislang nicht geklärt ist. Eindeutig erscheint aber eine Zusammengehörigkeit der Überfamilie Tipuloidea. Die übrigen dorthin gehörigen Familien wurden traditionell als Unterfamilien der Schnaken betrachtet und erst spät abgetrennt.

## Weitere Trivialnamen
Regional werden Schnaken auch als Bachmücken, Pferdemücken, Averlaker, Langbeinmücken, Schneider, Keilhacken, Mückenhengste, Hexen, Schuster, Schnegger, Slak, Schnok, Amel, Emel, Purks, Pock(s), Hemel, Fräter, Sappen oder Kothammel bezeichnet.   In Bayerisch-Schwaben sind sie auch als Habergaukler oder Habergock(e)l bekannt.
Bei einigen der Trivialnamen dieser Insekten handelt es sich offenbar um Verwechslungen mit den zu den Spinnentieren gehörenden Weberknechten, die regional ebenfalls als Schneider, Schuster, Tod oder Kanker bezeichnet werden. Auch die aus dem Englischen stammende Bezeichnung „daddy long-legs“ taucht zuweilen in der deutschen Bezeichnung für Schnaken auf als „Meister Langbein“ oder „Opa Langbein“. Dabei ist interessant, dass „daddy long-legs“ in Großbritannien meist Schnaken sind, in den Vereinigten Staaten Weberknechte und in Australien Große Zitterspinnen. Mancherorts wird irrtümlicherweise auch der Begriff Siebenstecher auf Schnaken angewendet, obwohl dieser im Volksmund ursprünglich die ebenfalls nicht zum Stechen befähigten Libellen bezeichnet. Die Bezeichnung als Mückenhengste und ähnliches hängt mit dem Irrglauben zusammen, es handle sich bei Schnaken um die Männchen der Stechmücken.

## Merkmale
Weltweit sind etwa 4000 Arten der Schnaken bekannt, davon etwa 140 in Deutschland. Sie stellen die größten Vertreter der Mücken dar und können eine maximale Größe von fast 40 Millimeter Körperlänge und über 50 Millimeter Flügelspannweite erreichen (Tipula maxima).
Die Schnaken besitzen trotz ihrer Größe einen sehr schlanken Körper und schmale Flügel. Der Körper ist meistens grau bis braun, bei einigen Gattungen auch gelb gezeichnet (Krähenschnaken (Nephrotoma)) oder schwarz-gelb beziehungsweise schwarz-rot (Kammschnaken (Ctenophora)).
Die Flügel sind sehr häufig schwarz gefleckt. Sie werden in Ruhe meistens schräg nach hinten gehalten. Wie bei allen Zweiflüglern sind die Hinterflügel zu Schwingkölbchen (Halteren) umgewandelt. Bei einigen Arten sind auch die Vorderflügel verkümmert.
Auffällig sind die langen Beine, die häufig mit Sollbruchstellen versehen sind und entsprechend schnell abbrechen. Die Antennen sind bei den Arten verschieden ausgebildet und bestehen aus einer bei Unterfamilien oder Gattungen unterschiedlichen Anzahl von Antennengliedern.
Der Kopf ist nach vorn ausgezogen, wobei die Mundwerkzeuge sehr weich sind und nur zur Aufnahme von Flüssigkeiten befähigen. Das Hinterende ist deutlich verdickt und trägt beim Männchen Zangen und beim Weibchen einen Eierleger (Ovipositor), gebildet aus den Hinterleibsanhängen (Cerci).

## Lebensweise
Besonders gegen Abend bilden die Schnaken häufig kleine Schwärme, die wahrscheinlich der Partnerfindung dienen. Dabei fliegen die verschiedenen Arten zu sehr unterschiedlichen Jahreszeiten. Die Kohlschnake (Tipula oleracea) etwa fliegt von April bis in den Juni und in einer zweiten Generation vom August bis in den Oktober.
Die Wiesenschnake (Tipula paludosa) fliegt nur im August und September und die Art Tipula czizeki tritt nur im Oktober und November auf. Wahrscheinlich stellt dieses unterschiedliche zeitliche Vorkommen einen Arttrennungsmechanismus dar, da eine Verpaarung der Kohlschnake mit Tipula czizeki zumindest im Labor möglich ist.

## Ernährung
Schnaken ernähren sich von freiliegenden Säften wie Wasser und Nektar. Andere Nahrung können sie durch ihre Mundwerkzeuge nicht aufnehmen. Die verbreitete Annahme, dass Schnaken den Menschen „stechen“, ist bereits dadurch widerlegt, dass die Mundwerkzeuge der Schnaken die menschliche Haut nicht durchdringen können.

## Fortpflanzung

### Paarung
Die Paarung der Schnaken findet in der Regel ziemlich direkt nach dem Schlüpfen aus der Puppenhülle statt. Bei manchen Arten wird das Weibchen dabei regelrecht schon erwartet, die Erkennungsmechanismen dafür sind allerdings nicht bekannt. Bei der Kohlschnake beginnt das Paarungsspiel mit einem eher zufällig wirkenden Berühren der Beine, woraufhin das Männchen das berührte Bein festhält. Ein paarungsbereites Weibchen hebt daraufhin seine Beine und induziert damit einen Aufstieg des Männchens. Ist das Weibchen nicht bereit zur Paarung, tut es das nicht, und das Männchen entfernt sich. Das Männchen drückt die angehobenen Beine des Weibchens herunter und beleckt dann den Kopf der Partnerin, danach rutscht es nach hinten und beginnt mit der Kopulation. Wird ein solches Paar während der etwa 1,5-minütigen Paarung gestört, fliegt es auf und bleibt dabei in der Kopulationshaltung.

### Eiablage
Die Eiablage erfolgt bald nach der Kopulation durch Einschieben des Legebohrers meist in feuchten Boden, auf Wiesen, in Gewässernähe, bisweilen direkt in den Gewässerschlamm oder auch in moderndes Holz (Ctenophora). Typischerweise fliegt dabei das Weibchen dicht über dem Boden auf der Suche nach einer geeigneten Ablagestelle und sticht an dieser mit ihrem Legebohrer ein. Bei einigen Arten (etwa Tipula scripta und Tipula hortorum) gräbt das Weibchen eine kleine Aushöhlung in den Boden. Danach legt es die Eier ab. Bei manchen Arten produzieren die Weibchen mehrere hundert Eier.

### Larvalentwicklung
Aus den Eiern schlüpfen walzenförmige, meist graue Larven ohne Beine oder andere füßchenartige Fortbewegungsorgane. Anders als die Maden der Fliegen besitzen die Larven der Schnaken eine Kopfkapsel, diese ist jedoch (im Gegensatz zu der einer Mücke) hinten nur unvollständig geschlossen (hemicephal). Ein auffälliges Merkmal der Larven sind die beiden hintersten Tracheenöffnungen (Stigmen), die von einem dunklen Feld und sechs artspezifisch angeordneten Fortsätzen umrundet werden. Diese erinnern in der Draufsicht an ein Gesicht und werden deshalb volkstümlich als Teufelsfratze oder Teufelsmaske bezeichnet. Bei wasserlebenden Schnakenlarven werden diese Fortsätze beim Untertauchen zusammengelegt und halten dadurch eine Luftblase, die der Atmung unter Wasser dient. Des Weiteren besitzen die Larven neben dem After so genannte Analpapillen, die ausstülpbar sind und der Osmoregulation dienen.
Die Mandibeln der Larven sind kräftig und zerkleinern zerfallendes und frisches pflanzliches (selten tierisches) Material. Die Larven spielen eine wichtige Rolle für das Aufarbeiten von Laub und Nadeln, von morschem Holz in feuchten bis nassen Böden oder in Süßwasser. Wenige Arten leben auch im Meer- oder Brackwasser. So leben die ausgewachsenen, etwa fünf Zentimeter langen Larven von Tipula maxima in Waldbächen und verzehren Falllaub. Hilfe beim Aufarbeiten der schwer verdaulichen cellulosereichen Nahrung bieten als Gärkammern funktionierende und mit Bakterien gefüllte Darmanhänge.
Nach vier Larvenstadien verpuppen sich diese, wobei eine Puppe mit kleinen Hörnchen im Brustbereich (Prothorakalhörnchen) als Atmungsorgane gebildet wird. Der Körper ist mit Dornen besetzt und die Puppe ist beweglich. Die Verpuppung erfolgt meist im Boden oder in morschem Holz. Bei einigen Arten überwintert die Puppe, bei anderen kommen zwei Generationen pro Jahr vor.

## Schadwirkung
Neben der oben erwähnten nützlichen Funktion können die Larven der Schnaken bei Massenauftreten auch schädlich sein und vor allem in Anpflanzungen von Gemüsepflanzen einen beträchtlichen Schaden anrichten. Im Extremfall können bis zu 400 Larven pro Quadratmeter im Boden leben und dort durch Wurzelfraß sowie durch nächtlichen Oberflächenfraß die Pflanzungen zerstören. Zu den besonders schädlichen Arten zählen dabei die Wiesenschnake (Tipula paludosa), die Kohlschnake (T. oleracea), T. czizeki und verschiedene Nephrotoma-Arten, die hauptsächlich im Wald an Jungpflanzen fressen.

## Systematik
Die Schnaken werden gemeinhin zu den Mücken (Nematocera) gezählt, diese Zuordnung ist jedoch umstritten. Über die genaue Position der Schnaken innerhalb der Zweiflügler ist man sich derzeit nicht einig. Die Familien der Stelzmücken (Limoniidae) und der Moosmücken (Cylindrotomidae) werden häufig als Unterfamilien der Schnaken angesehen. 
Die etwa 140 in Deutschland heimischen Arten werden gemeinhin in drei Unterfamilien mit mehreren Gattungen verteilt.
- Schnaken (Tipulidae)
  - Ctenophorinae
    - Ctenophora
      - Ctenophora festiva
      - Ctenophora flaveolata
      - Ctenophora ornata
      - Ctenophora pectinicornis

    - Dictenidia
      - Dictenidia bimaculata (Linnaeus, 1761)

    - Tanyptera
      - Schwarze Kammschnake (Tanyptera atrata)

  - Dolichopezinae
    - Dolichopeza

  - Tipulinae
    - Tipula
      - Tipula confusa
      - Tipula czizeki
      - Tipula fascipennis
      - Riesenschnake (Tipula maxima)
      - Kohlschnake (Tipula oleracea)
      - Wiesenschnake (Tipula paludosa)
      - Frühlingsschnake (Tipula vernalis)
      - Tipula vittata

    - Krähenschnaken (Nephrotoma)
      - Gefleckte Wiesenschnake (Nephrotoma appendiculata)
      - Nephrotoma cornicina
      - Gelbbindige Schnake  (Nephrotoma crocata)
      - Nephrotoma dorsalis
      - Nephrotoma flavescens
      - Nephrotoma flavipalpis
      - Nephrotoma guestfalica
      - Nephrotoma quadrifaria
      - Nephrotoma pratensis
      - Nephrotoma scurra
      - Nephrotoma submaculosa

    - Prionocera

In Europa kommen folgende Arten vor:
- Angarotipula tumidicornis (Lundstrom, 1907)
- Ctenophora elegans Meigen, 1818
- Ctenophora fastuosa Loew, 1871
- Ctenophora festiva Meigen, 1804
- Ctenophora flaveolata (Fabricius, 1794)
- Ctenophora guttata Meigen, 1818
- Ctenophora nigriceps (Tjeder, 1949)
- Ctenophora ornata Meigen, 1818
- Ctenophora pectinicornis (Linnaeus, 1758)
- Ctenophora sibirica Portschinsky, 1873
- Ctenophora tricolor Loew, 1869
- Dictenidia bimaculata (Linnaeus, 1761)
- Dolichopeza albipes (Strom, 1768)
- Dolichopeza fuscipes Bergroth, 1889
- Dolichopeza graeca Mannheims, 1954
- Dolichopeza hirsuticauda Savchenko, 1968
- Dolichopeza hispanica Mannheims, 1951
- Dolichopeza modesta (Savchenko, 1980)
- Dolichopeza nitida Mik, 1874
- Nephrotoma aculeata (Loew, 1871)
- Nephrotoma analis (Schummel, 1833)
- Nephrotoma antithrix (Mannheims, 1962)
- Nephrotoma appendiculata (Pierre, 1919)
- Nephrotoma austriaca (Mannheims & Theowald, 1959)
- Nephrotoma beckeri (Mannheims, 1951)
- Nephrotoma brevipennis (Wollaston, 1858)
- Nephrotoma cornicina (Linnaeus, 1758)
- Nephrotoma cretensis Oosterbroek, 1982
- Nephrotoma crocata (Linnaeus, 1758)
- Nephrotoma croceiventris (Strobl, 1909)
- Nephrotoma dorsalis (Fabricius, 1781)
- Nephrotoma euchroma (Mik, 1874)
- Nephrotoma flavescens (Linnaeus, 1758)
- Nephrotoma flavipalpis (Meigen, 1830)
- Nephrotoma forcipata (Pierre, 1919)
- Nephrotoma guestfalica (Westhoff, 1879)
- Nephrotoma helvetica (Mannheims & Theowald, 1959)
- Nephrotoma lamellata (Riedel, 1910)
- Nephrotoma lempkei Oosterbroek, 1978
- Nephrotoma lucida (Schiner, 1868)
- Nephrotoma lundbecki (Nielsen, 1907)
- Nephrotoma lunulicornis (Schummel, 1833)
- Nephrotoma malickyi Martinovsky, 1979
- Nephrotoma minuscula (Mannheims, 1951)
- Nephrotoma moravica Martinovsky, 1971
- Nephrotoma pratensis (Linnaeus, 1758)
- Nephrotoma quadrifaria (Meigen, 1804)
- Nephrotoma quadristriata (Schummel, 1833)
- Nephrotoma ramulifera Tjeder, 1955
- Nephrotoma relicta (Savchenko, 1973)
- Nephrotoma rossica (Riedel, 1910)
- Nephrotoma saccai (Mannheims, 1951)
- Nephrotoma scalaris (Meigen, 1818)
- Nephrotoma scurra (Meigen, 1818)
- Nephrotoma semiflava (Strobl, 1909)
- Nephrotoma spatha Oosterbroek, 1975
- Nephrotoma submaculosa Edwards, 1928
- Nephrotoma sullingtonensis Edwards, 1938
- Nephrotoma tenuipes (Riedel, 1910)
- Nephrotoma theowaldi Oosterbroek, 1978
- Nigrotipula nigra (Linnaeus, 1758)
- Phoroctenia vittata (Meigen, 1830)
- Prionocera abscondita Lackschewitz, 1933
- Prionocera chosenicola Alexander, 1945
- Prionocera dimidiata (Loew, 1866)
- Prionocera mannheimsi Savchenko, 1983
- Prionocera pubescens Loew, 1844
- Prionocera recta Tjeder, 1948
- Prionocera ringdahli Tjeder, 1948
- Prionocera serricornis (Zetterstedt, 1838)
- Prionocera setosa Tjeder, 1948
- Prionocera subserricornis (Zetterstedt, 1851)
- Prionocera subturcica Savchenko, 1983
- Prionocera tjederi Mannheims, 1951
- Prionocera turcica (Fabricius, 1787)
- Prionocera woodorum Brodo, 1987
- Tanyptera atrata (Linnaeus, 1758)
- Tanyptera nigricornis (Meigen, 1818)
- Tipula acuminata Strobl, 1900
- Tipula adusta Savchenko, 1954
- Tipula affinis Schummel, 1833
- Tipula afriberia Theowald & Oosterbroek, 1980
- Tipula albostriata Strobl, 1909
- Tipula aleutica Alexander, 1923
- Tipula alpha Jong, 1994
- Tipula alpina Loew, 1873
- Tipula alpium Bergroth, 1888
- Tipula ampullifera Mannheims, 1965
- Tipula anicilla Mannheims, 1967
- Tipula animula Mannheims, 1967
- Tipula anthe Mannheims, 1968
- Tipula antichasia Theischinger, 1979
- Tipula aphrodite Mannheims, 1963
- Tipula apicispina Alexander, 1934
- Tipula arctica Curtis, 1835
- Tipula ariadne Mannheims, 1954
- Tipula arnoldii Savchenko, 1957
- Tipula artemis Theischinger, 1977
- Tipula artemis Theischinger, 1977
- Tipula aspromontensis Theowald, 1973
- Tipula aster Theischinger, 1983
- Tipula atlantica Mannheims, 1962
- Tipula aureola Mannheims, 1952
- Tipula aurita Riedel, 1920
- Tipula austriaca (Pokorny, 1887)
- Tipula autumnalis Loew, 1864
- Tipula balcanica Vermoolen, 1983
- Tipula balearica Mannheims, 1968
- Tipula barbarensis Theowald & Oosterbroek, 1980
- Tipula beieri Mannheims, 1954
- Tipula benesignata Mannheims, 1954
- Tipula berteii (Rondani, 1842)
- Tipula bezzii Mannheims & Theowald, 1959
- Tipula bifasciculata Loew, 1873
- Tipula bilobata Pokorny, 1887
- Tipula bimacula Theowald, 1980
- Tipula bispina Loew, 1873
- Tipula bistilata Lundstrom, 1907
- Tipula boreosignata Tjeder, 1969
- Tipula borysthenica Savchenko, 1954
- Tipula bosnica Strobl, 1898
- Tipula breviantennata Lackschewitz, 1933
- Tipula brolemanni Pierre, 1922
- Tipula buchholzi Mannheims & Theowald, 1959
- Tipula bulbosa Mannheims, 1954
- Tipula bullata Loew, 1873
- Tipula butzi Edwards, 1928
- Tipula caesia Schummel, 1833
- Tipula canariensis Theischinger, 1979
- Tipula capra Theischinger, 1980
- Tipula capreola Mannheims, 1966
- Tipula carinifrons Holmgren, 1883
- Tipula cassiope Mannheims, 1966
- Tipula cataloniensis Theowald, 1978
- Tipula caucasiensis Theowald, 1978
- Tipula caudatula Loew, 1862
- Tipula caudispina Pierre, 1921
- Tipula cava Riedel, 1913
- Tipula cedrophila Mannheims, 1963
- Tipula cerva Mannheims & Theowald, 1959
- Tipula cervula Mannheims & Theowald, 1959
- Tipula charybdis Theischinger, 1979
- Tipula cheethami Edwards, 1924
- Tipula christophi Theischinger, 1982
- Tipula cinerascens Loew, 1873
- Tipula cinereicolor Pierre, 1924
- Tipula cinerella Pierre, 1919
- Tipula cinereocincta Lundstrom, 1907
- Tipula circe Mannheims, 1954
- Tipula circumdata Siebke, 1863
- Tipula cirrata Jong, 1995
- Tipula cisalpina Riedel, 1913
- Tipula clio Mannheims, 1954
- Tipula coerulescens Lackschewitz, 1923
- Tipula confusa van der Wulp, 1883
- Tipula convexifrons Holmgren, 1883
- Tipula corsica Pierre, 1921
- Tipula corsosignata Theowald, Dufour & Oosterbroek, 1982
- Tipula couckei Tonnoir, 1921
- Tipula crassicornis Zetterstedt, 1838
- Tipula crassiventris Riedel, 1913
- Tipula cressa Mannheims, 1965
- Tipula cretensis Vermoolen, 1983
- Tipula cretis Mannheims, 1965
- Tipula crolina Dufour, 1992
- Tipula curvistylus Eiroa, 1990
- Tipula cypriensis Vermoolen, 1983
- Tipula cypris Mannheims, 1963
- Tipula cyrnosardensis Theowald, Dufour & Oosterbroek, 1982
- Tipula danieli Simova-Tosic, 1972
- Tipula decolor Mannheims, 1963
- Tipula dedecor Loew, 1873
- Tipula dolomitensis Theowald, 1980
- Tipula dolores Mannheims, 1967
- Tipula doriae Pierre, 1926
- Tipula dorica Mannheims, 1965
- Tipula dracula Theischinger, 1977
- Tipula eleonorae Theischinger, 1978
- Tipula engeli Theowald, 1957
- Tipula erato Mannheims, 1954
- Tipula eugeni Theowald, 1973
- Tipula eugeniana Simova-Tosic, 1972
- Tipula euterpe Theischinger, 1979
- Tipula excisa Schummel, 1833
- Tipula fabiola Mannheims, 1968
- Tipula falcata Riedel, 1913
- Tipula fascicula Mannheims, 1966
- Tipula fascingulata Mannheims, 1966
- Tipula fascipennis Meigen, 1818
- Tipula fendleri Mannheims, 1963
- Tipula fenestrella Theowald, 1980
- Tipula fernandezi Theowald, 1972
- Tipula flavolineata Meigen, 1804
- Tipula forcipula Mannheims, 1966
- Tipula fragilicornis Riedel, 1913
- Tipula franzi Mannheims, 1950
- Tipula freyana Lackschewitz, 1936
- Tipula fulvipennis De Geer, 1776
- Tipula furcula Mannheims, 1954
- Tipula fuscicosta Mannheims, 1954
- Tipula galiciensis Theowald, 1978
- Tipula gallaeca Eiroa, 1989
- Tipula gelensis Loi, 1971
- Tipula gibbifera Strobl, 1906
- Tipula gimmerthali Lackschewitz, 1925
- Tipula glacialis (Pokorny, 1887)
- Tipula goriziensis Strobl, 1893
- Tipula graeca Oosterbroek & Vukovic, 1989
- Tipula graecolivida Mannheims, 1954
- Tipula gredosi Theowald, 1980
- Tipula griesheimae Mannheims & Theowald, 1959
- Tipula grisescens Zetterstedt, 1851
- Tipula haennii Dufour, 1991
- Tipula handschini Mannheims, 1967
- Tipula harmonia Mannheims, 1966
- Tipula hartigiana Theowald, Dufour & Oosterbroek, 1982
- Tipula helvola Loew, 1873
- Tipula hemapterandra Bezzi, 1924
- Tipula hemiptera Mannheims, 1953
- Tipula hera Theischinger, 1979
- Tipula heros Egger, 1863
- Tipula hispanolivida Mannheims, 1968
- Tipula holoptera Edwards, 1939
- Tipula hortorum Linnaeus, 1758
- Tipula huberti Theischinger, 1982
- Tipula humilis Stæger, 1840
- Tipula hungarica Lackschewitz, 1930
- Tipula iberica Mannheims, 1963
- Tipula imbecilla Loew, 1869
- Tipula interserta Riedel, 1913
- Tipula invenusta Riedel, 1919
- Tipula irregularis (Pokorny, 1887)
- Tipula irrorata Macquart, 1826
- Tipula ismene Mannheims, 1969
- Tipula isparta Vermoolen, 1983
- Tipula istriana Erhan & Theowald, 1961
- Tipula italica Lackschewitz, 1930
- Tipula jativensis Strobl, 1909
- Tipula jeekeli Mannheims & Theowald, 1959
- Tipula jutlandica Nielsen, 1947
- Tipula kaisilai Mannheims, 1954
- Tipula kephalos Theischinger, 1979
- Tipula kerkis Theischinger, 1977
- Tipula kleinschmidti Mannheims, 1950
- Tipula klytaimnestra Theischinger, 1979
- Tipula kykladon Theischinger, 1987
- Tipula laccata Lundstrom & Frey, 1916
- Tipula laetabilis Zetterstedt, 1838
- Tipula laetibasis Alexander, 1934
- Tipula lanispina Mannheims, 1966
- Tipula lateralis Meigen, 1804
- Tipula latifurca Vermoolen, 1983
- Tipula leda Mannheims, 1965
- Tipula leo Dufour, 1991
- Tipula leto Mannheims, 1966
- Tipula limbata Zetterstedt, 1838
- Tipula limitata Schummel, 1833
- Tipula lionota Holmgren, 1883
- Tipula livida van der Wulp, 1858
- Tipula longidens Strobl, 1909
- Tipula lucifera Savchenko, 1954
- Tipula luctuosa Mannheims, 1963
- Tipula luebenauorum Theischinger, 1977
- Tipula luna Westhoff, 1879
- Tipula lunata Linnaeus, 1758
- Tipula lundbladi Mannheims, 1962
- Tipula luridorostris Schummel, 1833
- Tipula luteipennis Meigen, 1830
- Tipula lyrion Theischinger, 1987
- Tipula macaronesica Savchenko, 1961
- Tipula macciana Edwards, 1928
- Tipula macquarti Becker, 1908
- Tipula macropeliostigma Mannheims, 1954
- Tipula macroselene Strobl, 1893
- Tipula magnicauda Strobl, 1895
- Tipula mallorca Theischinger, 1982
- Tipula mannheimsi Theowald, 1973
- Tipula marginella Theowald, 1980
- Tipula matsumuriana Alexander, 1924
- Tipula maxima Poda, 1761
- Tipula mayerduerii Egger, 1863
- Tipula mediterranea Lackschewitz, 1930
- Tipula melanoceros Schummel, 1833
- Tipula mellea Schummel, 1833
- Tipula melpomene Mannheims, 1954
- Tipula mendli Martinovsky, 1976
- Tipula middendorffi Lackschewitz, 1936
- Tipula mikiana Bergroth, 1888
- Tipula minos Theischinger, 1982
- Tipula moesta Riedel, 1919
- Tipula monstrabilis Theischinger, 1980
- Tipula montana Curtis, 1834
- Tipula montium Egger, 1863
- Tipula morenae Strobl, 1900
- Tipula multipicta Becker, 1908
- Tipula mutila Wahlgren, 1905
- Tipula nausicaa Mannheims, 1966
- Tipula neurotica Mannheims, 1966
- Tipula nevada Dufour, 1990
- Tipula nielseni Mannheims & Theowald, 1959
- Tipula niethammeri Mannheims, 1969
- Tipula nigroantennata Savchenko, 1961
- Tipula nitidicollis Strobl, 1909
- Tipula nodicornis Meigen, 1818
- Tipula nubeculosa Meigen, 1804
- Tipula obscuriventris Strobl, 1900
- Tipula obsoleta Meigen, 1818
- Tipula octomaculata Savchenko, 1964
- Tipula odontostyla Savchenko, 1961
- Tipula oklandi Alexander, 1922
- Tipula oleracea Linnaeus, 1758
- Tipula omega Jong, 1994
- Tipula onusta Riedel, 1913
- Tipula orientalis Lackschewitz, 1930
- Tipula ornata Theowald & Oosterbroek, 1987
- Tipula osellai Theowald, 1980
- Tipula pabulina Meigen, 1818
- Tipula pachyprocta Loew, 1873
- Tipula padana Dufour, 1981
- Tipula pagana Meigen, 1818
- Tipula pallidicosta Pierre, 1924
- Tipula paludosa Meigen, 1830
- Tipula pandora Mannheims, 1968
- Tipula pannonia Loew, 1873
- Tipula parallela Theischinger, 1977
- Tipula parapeliostigma Mannheims & Theowald, 1959
- Tipula pauli Mannheims, 1964
- Tipula pechlaneri Mannheims & Theowald, 1959
- Tipula pelidne Mannheims, 1965
- Tipula peliostigma Schummel, 1833
- Tipula pelma Mannheims, 1965
- Tipula penelope Mannheims, 1954
- Tipula persignata Alexander, 1945
- Tipula phaidra Mannheims, 1965
- Tipula pierrei Tonnoir, 1921
- Tipula pilicauda Pierre, 1922
- Tipula pinnifer Theischinger, 1977
- Tipula plitviciensis Simova, 1962
- Tipula plumbea Fabricius, 1781
- Tipula pokornyi Mannheims, 1968
- Tipula polaruralensis Theowald, 1980
- Tipula polydeukes Theischinger, 1977
- Tipula pontica Savchenko, 1964
- Tipula postposita Riedel, 1919
- Tipula praecox Loew, 1873
- Tipula profdrassi Theischinger, 1980
- Tipula pruinosa Wiedemann, 1817
- Tipula pseudocinerascens Strobl, 1906
- Tipula pseudocrassiventris Theowald, 1980
- Tipula pseudoirrorata Goetghebuer, 1921
- Tipula pseudopruinosa Strobl, 1895
- Tipula pseudovariipennis Czizek, 1912
- Tipula pseudowolfi Theischinger, 1979
- Tipula pustulata Pierre, 1920
- Tipula pythia Theischinger, 1979
- Tipula quadrivittata Stæger, 1840
- Tipula quinquespinis Theischinger, 1980
- Tipula rauschorum Theischinger, 1977
- Tipula recticornis Schummel, 1833
- Tipula repanda Loew, 1864
- Tipula rhodolivida Theowald, 1972
- Tipula riedeli Mannheims, 1952
- Tipula riedeliana Mannheims, 1953
- Tipula rocina Theischinger, 1979
- Tipula rufina Meigen, 1818
- Tipula rufula Mannheims & Theowald, 1959
- Tipula rugulosa Mannheims & Theowald, 1959
- Tipula saccai Mannheims, 1950
- Tipula sacerdotula Riedel, 1918
- Tipula saginata Bergroth, 1891
- Tipula salicetorum Siebke, 1870
- Tipula sarajevensis Strobl, 1898
- Tipula sardosignata Mannheims & Theowald, 1959
- Tipula sauteri Dufour, 1982
- Tipula savtschenkoi Simova, 1960
- Tipula schmidti Mannheims, 1952
- Tipula scripta Meigen, 1830
- Tipula seguyi Mannheims, 1954
- Tipula selene Meigen, 1830
- Tipula selenis Loew, 1873
- Tipula selenitica Meigen, 1818
- Tipula semipeliostigma Mannheims, 1954
- Tipula semivittata Savchenko, 1960
- Tipula serrulifera Alexander, 1942
- Tipula sexspinosa Strobl, 1898
- Tipula siebkei Zetterstedt, 1852
- Tipula sigma Theischinger, 1979
- Tipula signata Stæger, 1840
- Tipula simova Theischinger, 1982
- Tipula simulans Savchenko, 1966
- Tipula sintenisi Lackschewitz, 1933
- Tipula skylla Theischinger, 1979
- Tipula soosi Mannheims, 1954
- Tipula spathifera Mannheims, 1953
- Tipula staegeri Nielsen, 1922
- Tipula stenostyla Savchenko, 1964
- Tipula stigmatella Schummel, 1833
- Tipula stubbsi Theischinger, 1979
- Tipula subcava Mannheims, 1963
- Tipula subcunctans Alexander, 1921
- Tipula subexcisa Lundstrom, 1907
- Tipula subfalcata Mannheims, 1967
- Tipula subglacialis Mannheims & Theowald, 1959
- Tipula subhelvola Mannheims & Theowald, 1959
- Tipula sublunata Savchenko, 1952
- Tipula submarmorata Schummel, 1833
- Tipula submontium Theowald & Oosterbroek, 1981
- Tipula subnodicornis Zetterstedt, 1838
- Tipula subonusta Mannheims & Theowald, 1959
- Tipula subselenitica Theowald, 1957
- Tipula subsignata Lackschewitz, 1933
- Tipula subtrunca Mannheims, 1966
- Tipula subtruncata Mannheims, 1954
- Tipula subvafra Lackschewitz, 1936
- Tipula tchukchi Alexander, 1934
- Tipula tchukchi Alexander, 1934
- Tipula tenuicornis Schummel, 1833
- Tipula tergestina Loew, 1873
- Tipula teunisseni Theischinger, 1979
- Tipula thais Mannheims, 1963
- Tipula theia Mannheims, 1963
- Tipula tibonella Theischinger, 1977
- Tipula titania Mannheims, 1966
- Tipula transmarmarensis Koc, Aktas & Oosterbroek, 1996
- Tipula triangulifera Loew, 1864
- Tipula trifasciculata Strobl, 1900
- Tipula trifascingulata Theowald, 1980
- Tipula trigona Mannheims, 1966
- Tipula trinacria Jong, 1994
- Tipula trispinosa Lundstrom, 1907
- Tipula tristriata Lundstrom, 1915
- Tipula trunca Mannheims, 1954
- Tipula truncata Loew, 1873
- Tipula truncorum Meigen, 1830
- Tipula tulipa Dufour, 1983
- Tipula tundrensis Alexander, 1934
- Tipula tyche Mannheims, 1966
- Tipula unca Wiedemann, 1817
- Tipula urania Mannheims, 1954
- Tipula vaillanti Theowald, 1977
- Tipula variicornis Schummel, 1833
- Tipula varipennis Meigen, 1818
- Tipula vermooleni Theischinger, 1987
- Tipula vernalis Meigen, 1804
- Tipula verrucosa Pierre, 1919
- Tipula villeneuvii Strobl, 1909
- Tipula vittata Meigen, 1804
- Tipula vogtenhuberi Theischinger, 1979
- Tipula wahlgreni Lackschewitz, 1925
- Tipula wewalkai Theischinger, 1979
- Tipula winthemi Lackschewitz, 1932
- Tipula wolfi Mannheims, 1954
- Tipula xyrophora Theischinger, 1977
- Tipula yerburyi Edwards, 1924
- Tipula zangherii Lackschewitz, 1932
- Tipula zarcoi Mannheims, 1967
- Tipula zernyi Mannheims, 1952
- Tipula zonaria Goetghebuer, 1921

## Galerie

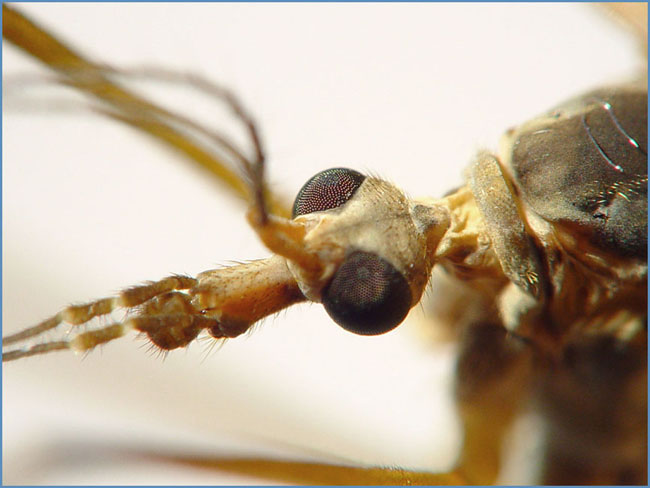
Kopf einer Schnake
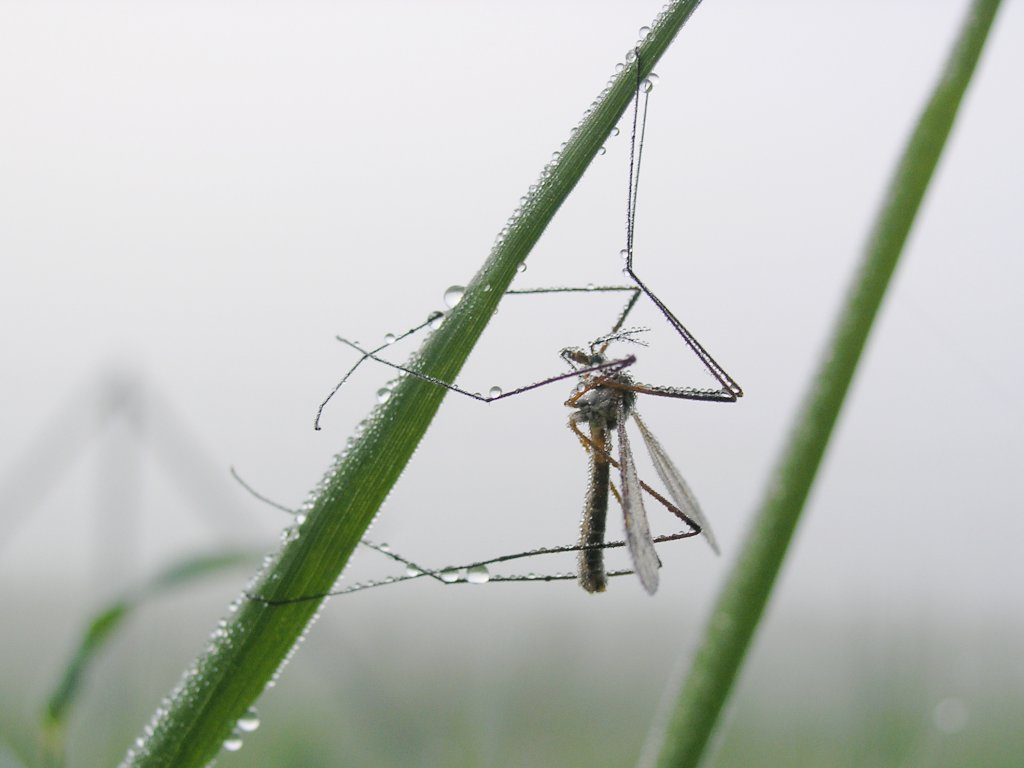
Für die Wasserversorgung sind in der Regel keine weiten Wege notwendig
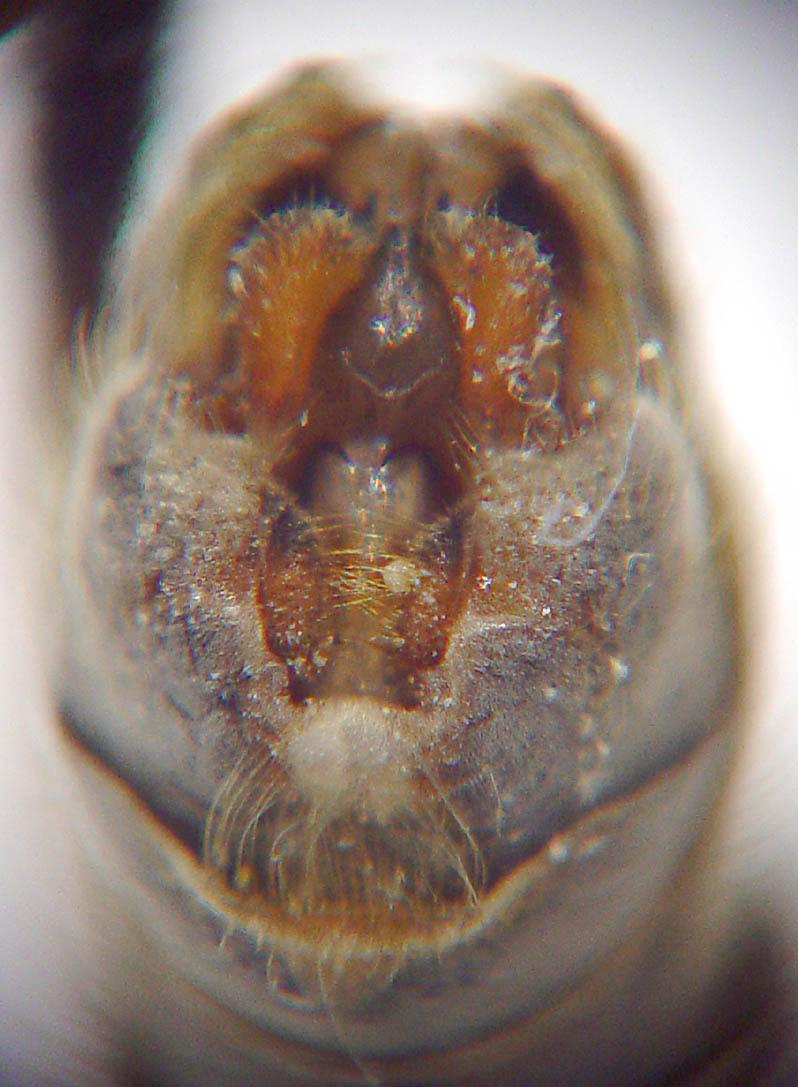
Hinteres Ende einer Schnake
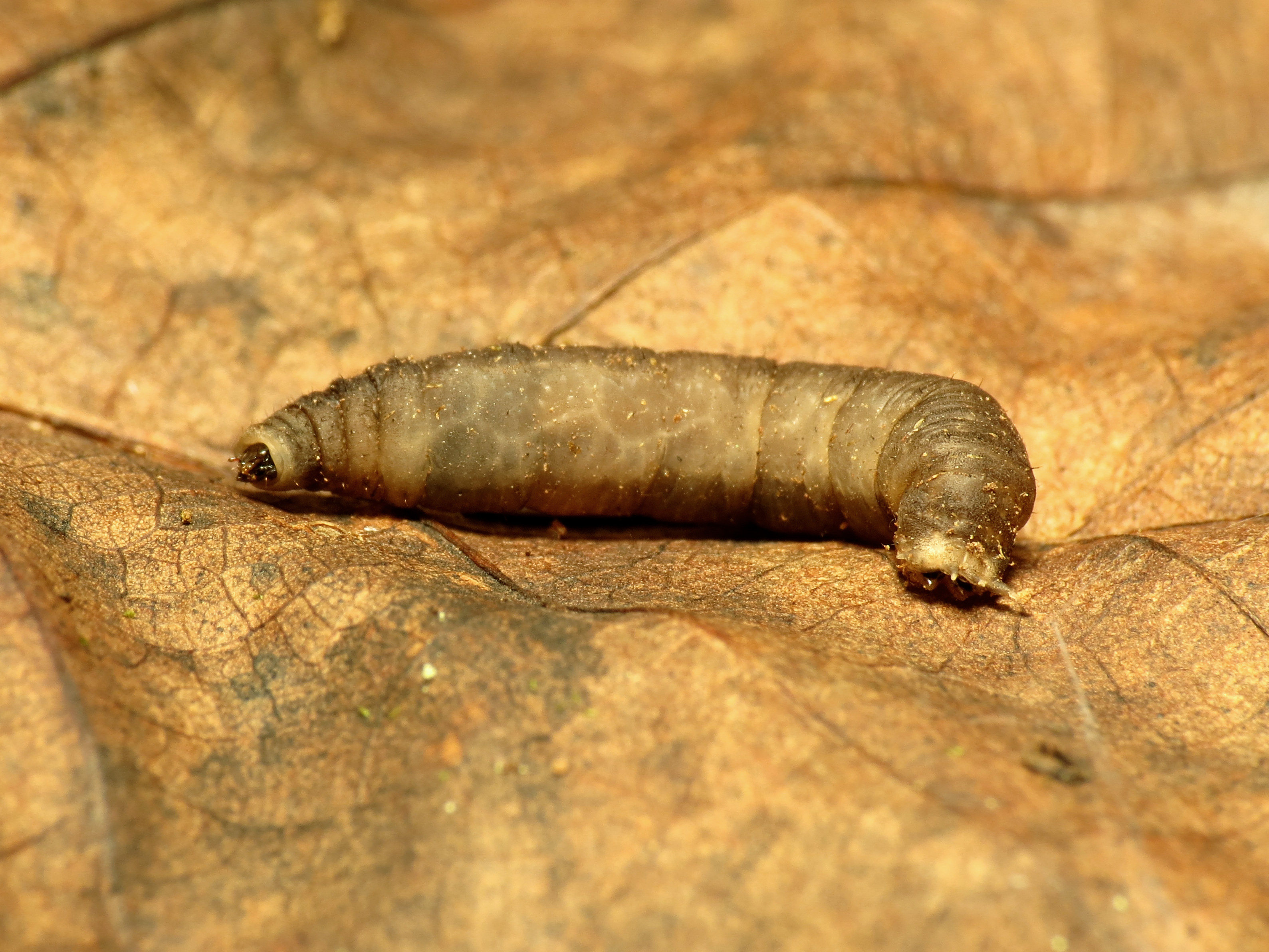
Larve
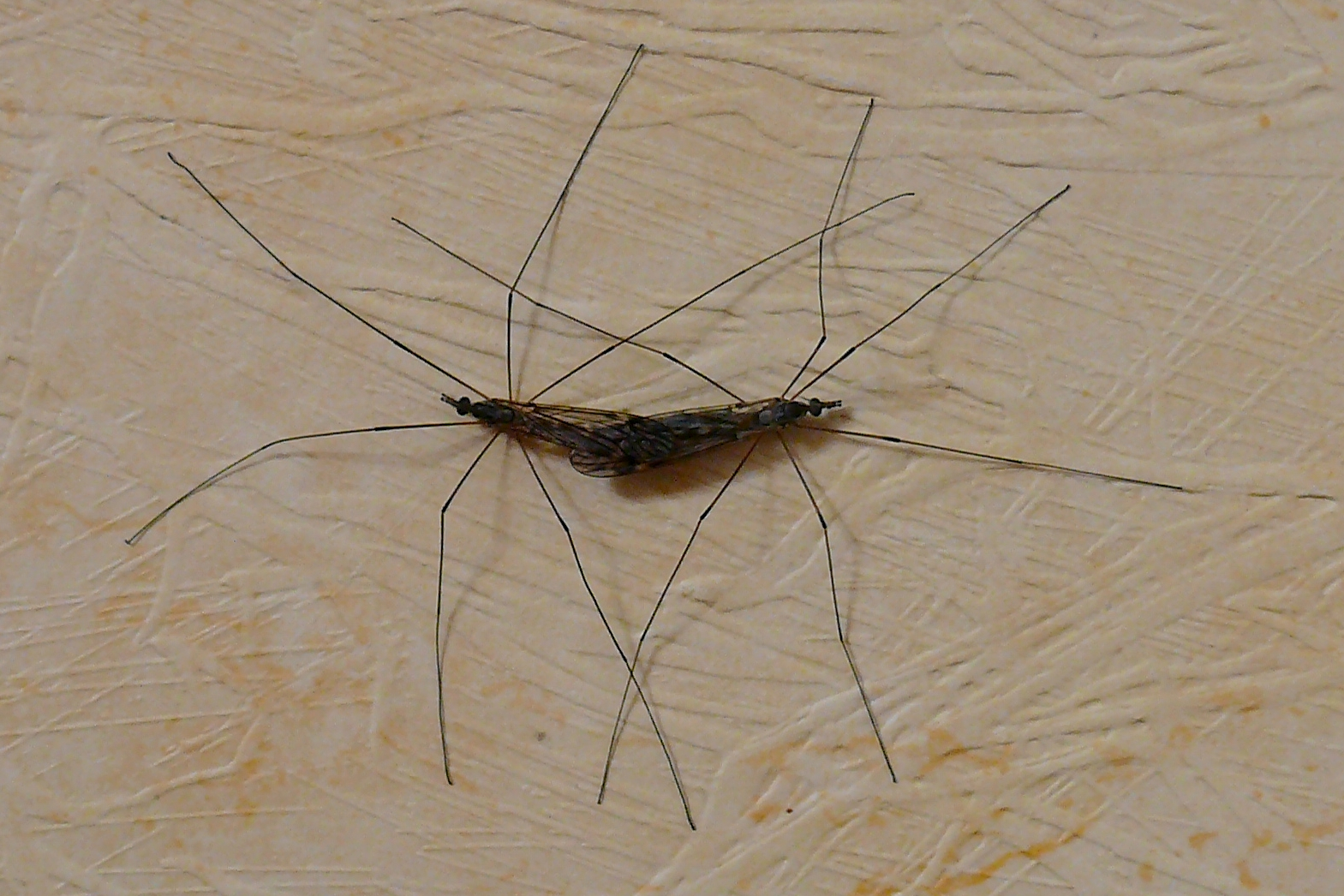
Paarung
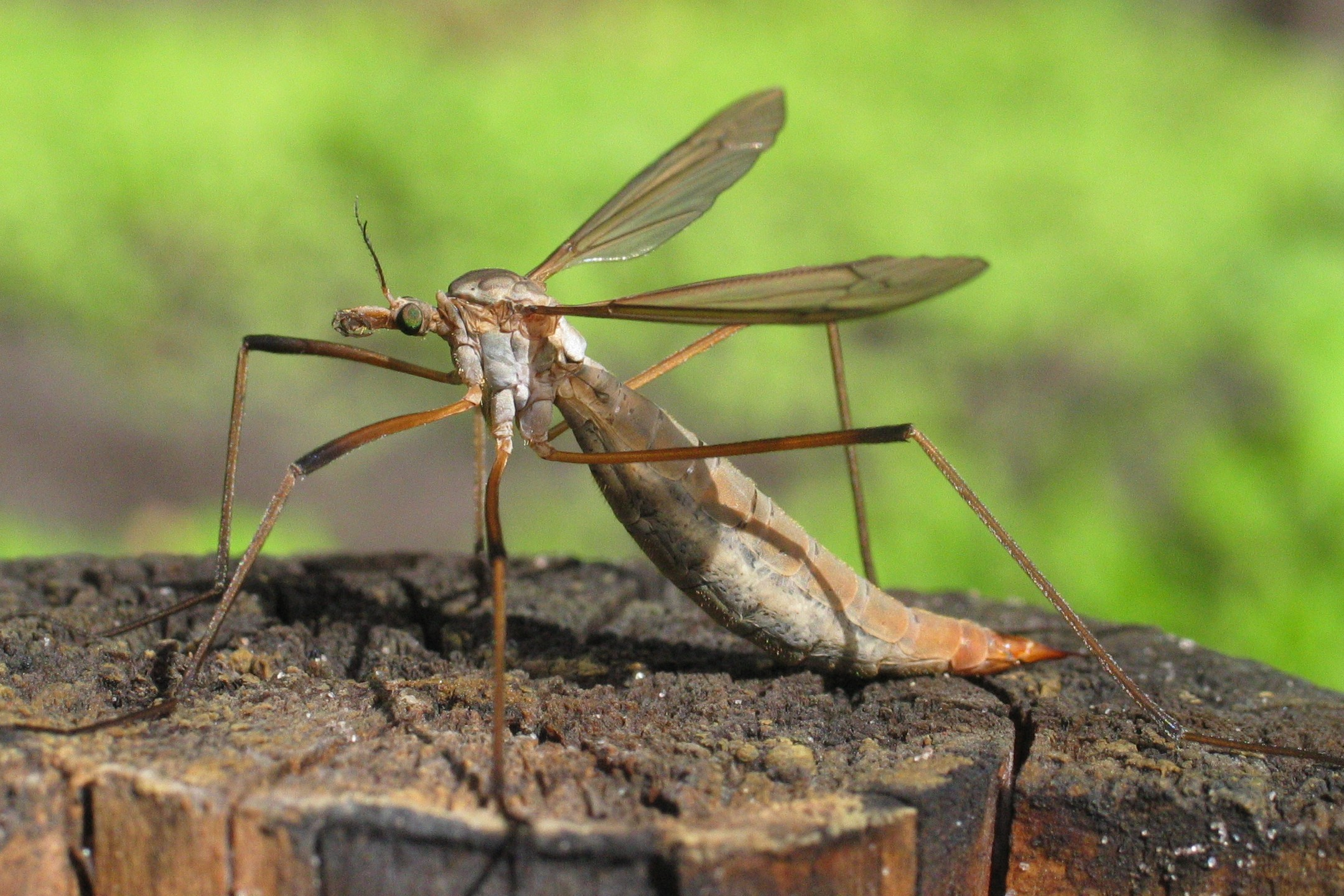
Wiesenschnake (Tipula paludosa), Weibchen
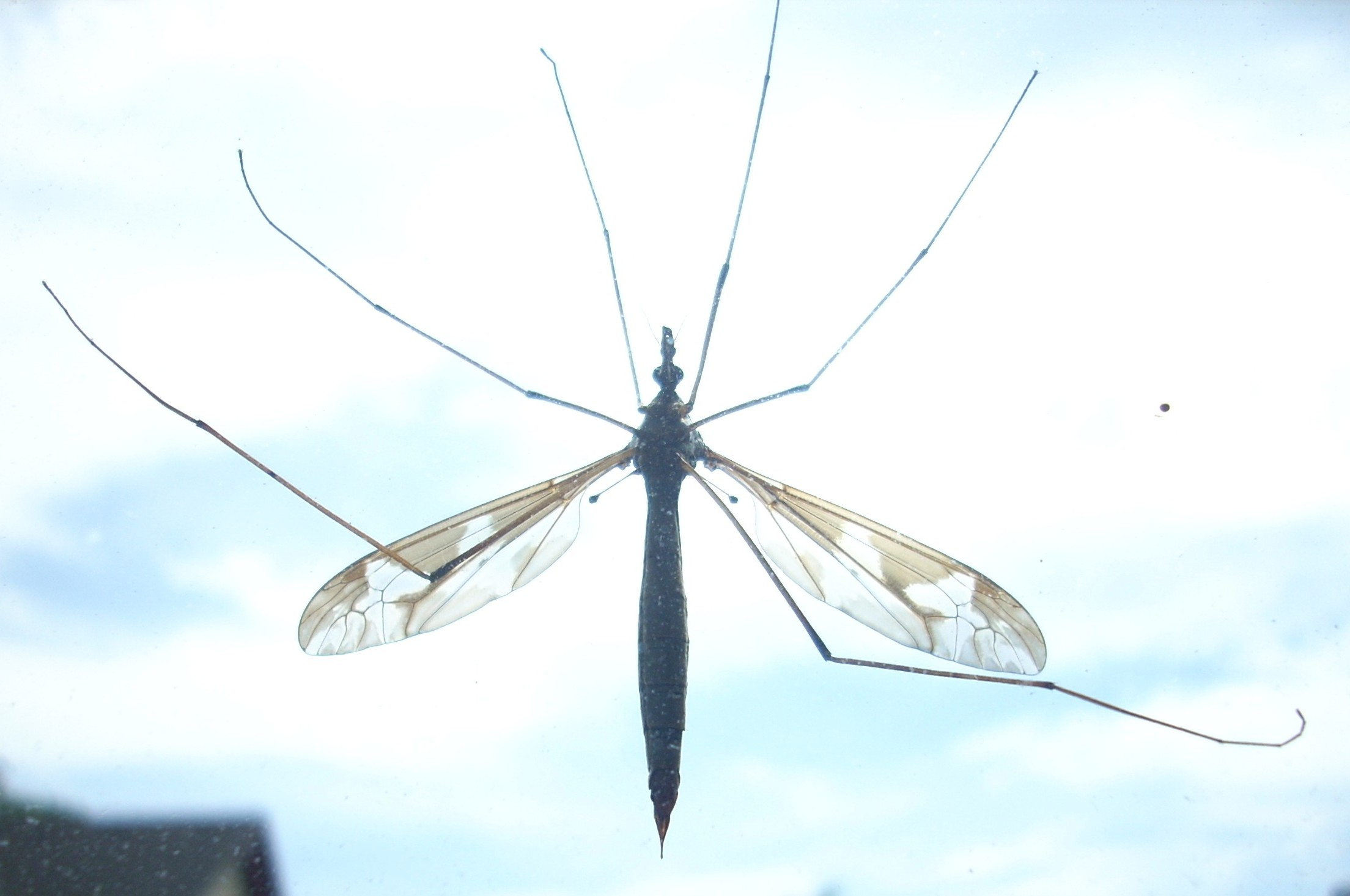
Riesenschnake (Tipula maxima)
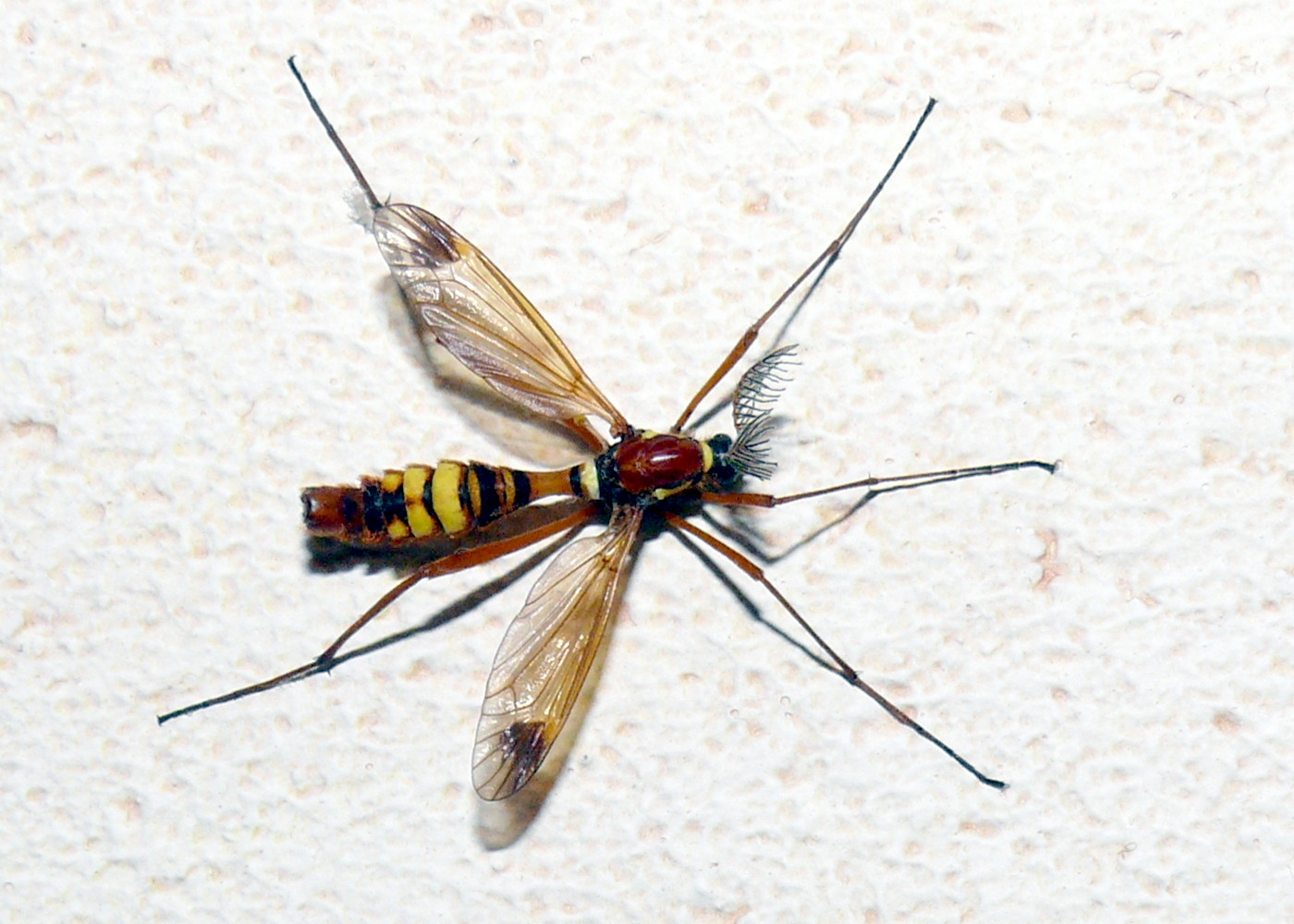
Kammschnake (Ctenophora sp.), Männchen
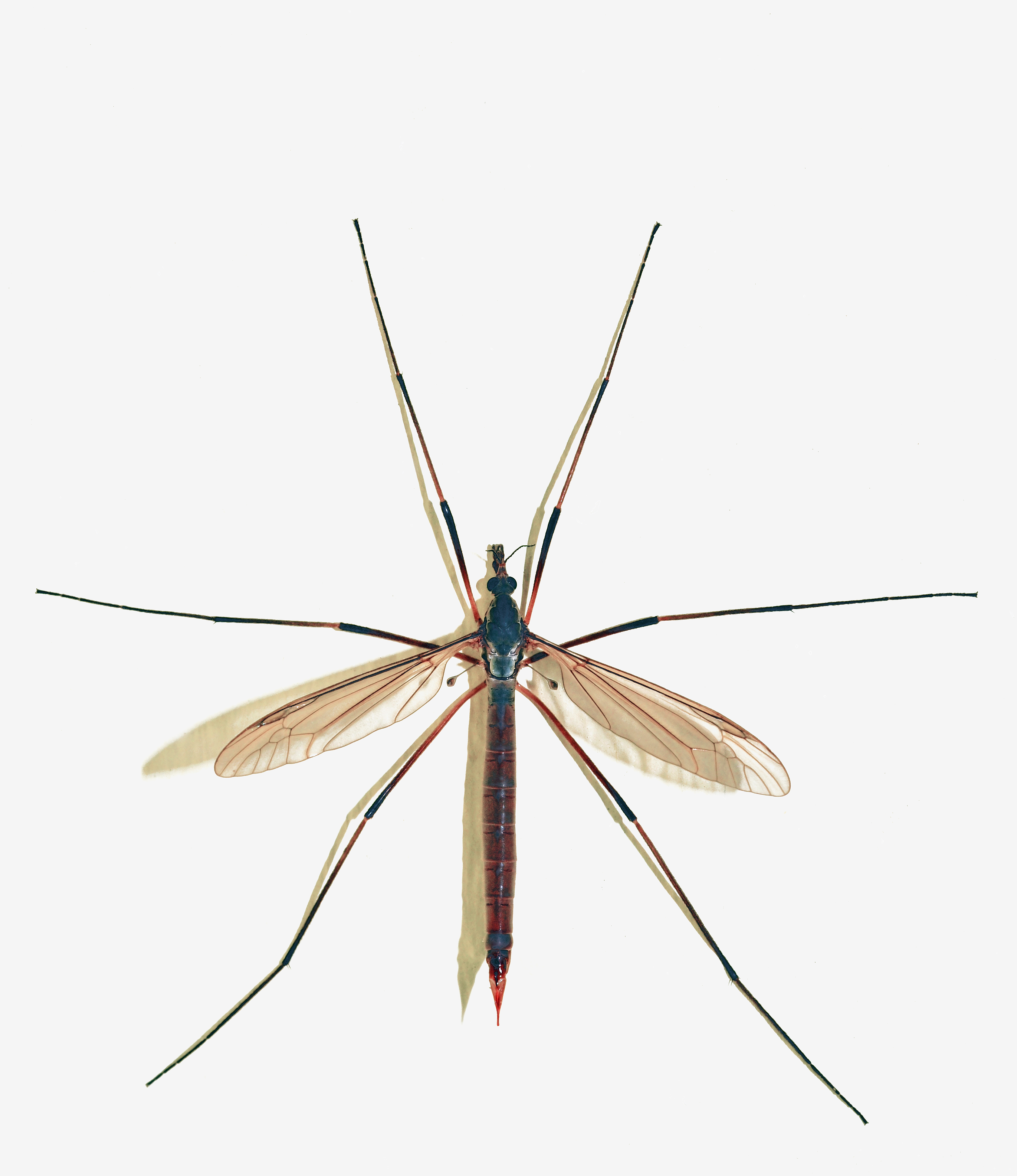
Weibliche Kohlschnake (Tipula oleracea, Weibchen)
Nach dem Hocharbeiten der Puppe an die Oberfläche hier eine Schnake beim Schlüpfen.

## Fossile Belege
Schnaken sind aus verschiedenen kreidezeitlichen und tertiären Bernsteinlagerstätten bekannt, allerdings nirgends häufig. Die ältesten Belege stammen aus Libanon-Bernstein (Unterkreide, ca. 130 Mio. Jahre), die jüngsten aus Dominikanischem Bernstein (überwiegend Miozän, 15 bis 40 Mio. Jahre). Aus Baltischem Bernstein sind, trotz ihrer vergleichsweise geringen Häufigkeit, Vertreter aus mehr als 30 Gattungen beschrieben, von denen einige noch heute existieren, die ihr Verbreitungsgebiet zumeist in der Holarktis haben.